# 장웨
장웨(중국어 간체자: 张月, 정체자: 張月, 병음: Zhāng Yuè, 한자음: 장월, 1994년 9월 14일 ~ )는 중국의 배우, 가수이다.

## 출연작

### 드라마
- 2020년 동방 위성 텔레비전 동방극장 《겨우, 서른》 - 린요요 역
- 2020년 텐센트 웹드라마 《천고결진》 - 우신 역
- 2021년 망고 TV 웹드라마 《황언진탐》 - 강야리 역
- 2021년 텐센트 웹드라마 《국자감래료개여제자》 - 송가음 역
- 2021년 CCTV-8 황금강당극장 《대수》 - 쉬훼이팅 역
- 2022년 아이치이 웹드라마 《축경호》 - 서시금 역
- 2022년 텐센트 웹드라마 《성한찬란》 - 만처처 역
- 2023년 후난위성텔레비전 금응독파극장 《아적인간연화》 - 리멍 역